# Lamelidoris
Lamelidoris (Onchidoris muricata) – gatunek bezmuszlowego ślimaka z rzędu nagoskrzelnych i rodziny Onchidorididae.
Ciało krępe, grzbiet pokryty małymi, rdzawymi brodawkami. Z jego przodu znajdują się 2 zwracające uwagę pierścieniowaniem czułki, a z tyłu – pióropusz mniej więcej 8 przezroczystych skrzeli wokół odbytu. Długość ciała do ok. 1 cm.
Występuje na terenie Oceanu Atlantyckiego od Francji i Wysp Brytyjskich po Grenlandię i Amerykę Północną, zamieszkuje również wody europejskie.
Lamelidoris jest jednym z najpospolitszych ślimaków tyłoskrzelnych występujących w Bałtyku. Porusza się wolno. Bytuje głównie wśród wodorostów u zachodnich krańców Morza Bałtyckiego, ale czasami bywa spotykany aż po wschodnią krawędź Rynny Słupskiej. Występuje tam na dnie kamienistym o głębokości mniej więcej 70 m.